# Diocèse de Mbinga
Le diocèse de Mbinga (Dioecesis Mbingaënsis) est un siège de l'Église catholique en Tanzanie, suffragant de l'archidiocèse de Songea. En 2013, il comptait 506.220 baptisés sur 606.905 habitants. Il est actuellement tenu par Mgr John Chrisostom Ndimbo.

## Territoire
Le diocèse comprend le district de Mbinga dans la région du Ruvuma en Tanzanie.
Le siège épiscopal se trouve à Mbinga, à la cathédrale Saint-Kilian.
Le territoire est subdivisé en 27 paroisses.

## Histoire
Le diocèse est érigé le 22 décembre 1986 par la bulle Id proprium de Jean-Paul II, recevant son territoire du diocèse de Songea. Au début, il est suffragant de l'archidiocèse de Dar-es-Salam.
Le 18 novembre 1987, il fait partie de la province ecclésiastique de l'archidiocèse de Songea.

## Ordinaires
- Emmanuel A. Mapunda (22 décembre 1986 - 12 mars 2011, retraite)
- John Chrisostom Ndimbo, depuis le 12 mars 2011

## Statistiques
Le diocèse à la fin de l'année 2013 comptait sur une population de 606.905 personnes un nombre de 506.220 baptisés, correspondant à 83,4% du total. Il y avait 60 prêtres, dont 53 diocésains et 7 réguliers, soit un prêtre pour 8.437 habitants, 7 religieux et 237 religieuses, dans 27 paroisses.